# Xavier Pascual Vives

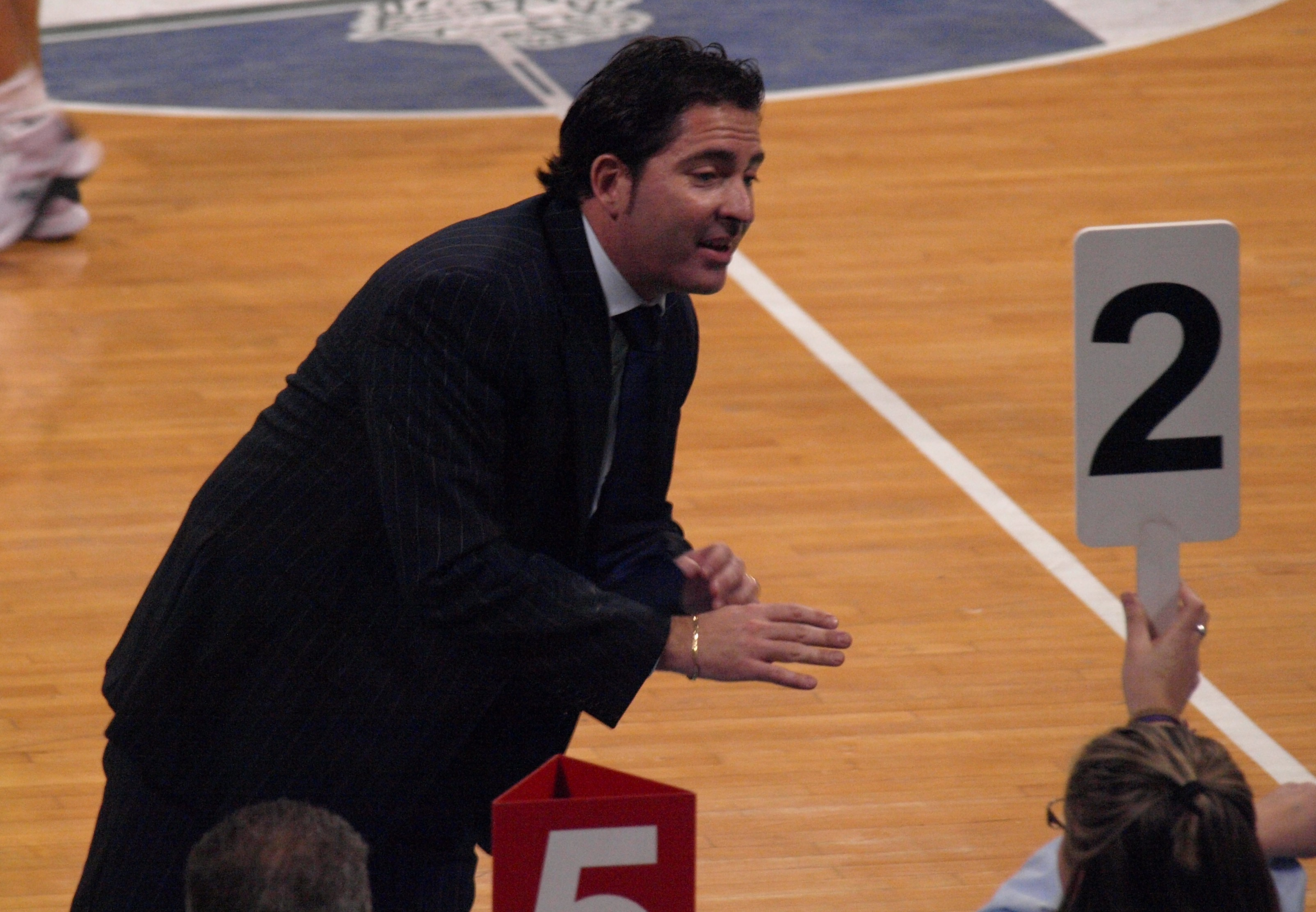
Xavi Pascual im Jahr 2009

Xavier Pascual i Vives genannt Xavi Pascual (* 9. September 1972) ist ein spanischer Basketballtrainer.

## Leben
Xavi Pascual war in seinem Heimatland Spanien von 1990 bis 1994 Jugendtrainer beim CB Gavà. 1994/95 trainierte er die Herrenmannschaft von CB Cornellá und war dort ebenfalls im Nachwuchsbereich tätig. Von 1995 bis 1997 arbeitete er als Co-Trainer der Cornellá-Herren. Es folgte ein Jahr als Trainer bei CB Santfeliuenc. Danach führte Xavi Pascual den CB Olesa als hauptverantwortlicher Trainer zum Aufstieg in die vierthöchste Liga, die EBA. Als EBA-Neuling erreichte er mit seiner Mannschaft dann den zweiten Platz. Er erreichte mit CB Aracena in der Saison 2001/02 den Aufstieg in die dritthöchste Liga, LEB 2, und 2002/03 in die zweite Liga Spaniens, LEB 1.
2005 stieß Xavi Pascual als Co-Trainer zum Stab des FC Barcelona, im Februar 2008 wurde er zum Cheftrainer befördert und damit Nachfolger von Dusko Ivanovic. In seiner bis Juni 2016 dauernden Amtszeit als Cheftrainer führte Xavi Pascual die Mannschaft zu vier spanischen Meistertiteln (2009, 2011, 2012, 2014), drei Pokalsiegen (2010, 2011, 2013) und im Spieljahr 2009/10 zum Gewinn der EuroLeague. 2009, 2012, 2013 und 2014 stand er mit Barcelona zudem unter den besten vier Mannschaften der europäischen Spielklasse.
Ab Oktober 2016 war Xavi Pascual Cheftrainer der griechischen Spitzenmannschaft Panathinaikos Athen. 2017 und 2018 gewann er mit Panathinaikos jeweils die griechische Meisterschaft, 2017 des Weiteren den Pokalwettbewerb. Auf europäischer Ebene blieb der Erfolg aus: 2016/17 und 2017/18 schied man in der Euroleague im Viertelfinale aus. Im Dezember 2018 wurde er entlassen, nachdem Panathinaikos im vorherigen Verlauf der Saison 2018/19 in der Euroleague mehr Spiele verloren (sechs) als gewonnen (sieben) hatte.
Mitte Februar 2020 übernahm er das Traineramt bei Zenit St. Petersburg.